# Micrometrus aurora
Micrometrus aurora är en fiskart som först beskrevs av David Starr Jordan och Charles Henry Gilbert, 1880.  Micrometrus aurora ingår i släktet Micrometrus och familjen Embiotocidae. Inga underarter finns listade i Catalogue of Life.